# Passo di Redorta
Der Passo di Redorta ist ein Saumpfad auf 2179 m ü. M. in den Schweizer Alpen. Er verbindet Monte de Predee (1001 m) mit Sonogno (919 m), beides Ortschaften im Kanton Tessin.
Er ist ein Übergang mit einem Wanderweg (weiss-rot-weiss markiert) vom Val di Prato (Val Lavizzara) ins Val Redòrta (Verzascatal). Der Pass befindet sich zwischen der Corona di Redòrta (2804 m) im Norden und dem Monte Zucchero (2735 m) im Süden.